# Sierra de las Ánimas
Die Sierra de las Ánimas ist ein Gebirge in Uruguay.
Die Hügelkette entstand vor mehreren Millionen Jahren als die einzige vulkanischen Ursprungs auf dem Gebiet des heutigen Uruguays, zu einem Zeitpunkt als die Anden sich aufzufalten begannen.
Sie liegt im Westen des Departamentos Maldonado nahe der Grenze zum Departamento Canelones.
Die Sierra de las Ánimas stellt dabei eine Abzweigung des Cuchilla Grande dar und erstreckt sich, von Norden nach Süden verlaufend, südöstlich der Stadt Minas bis an den Río de la Plata in die Nähe von Piriápolis.
Sie beherbergt neben den beiden Bergen Cerro Betete und Cerro de la Ventana mit dem Cerro de las Ánimas (501 Meter) den zweithöchsten Punkt des Landes.

## Weblink
- Enciclopedia Geografica del Uruguay